# ミスゴブリン
ミスゴブリンは、2004年キングレコードよりスリーピース音楽ユニットとして高浪敬太郎をプロデューサーに迎えメジャー・デビュー。
1998年にギター兼リーダーのカサギマナブとボーカルのミワで結成。2003年に正木鋼志が加入。2007年2月7日、公式サイトにてカサギと正木が脱退を表明。ミワのソロユニットとなる。2008年ギタリストで作・編曲家の久保田邦夫をプロデューサーに迎えライブ活動中。

## ディスコグラフィー

### シングル
- 海の光（2001年）
- 儚きロマンス（2001年）
- 窓辺に花を（2002年）
- 夢の電動自動車（2010年）

### アルバム
- ミスゴブリンのおとみさん（2004年10月27日）ミニアルバム
- 月光其方へ（ゲッコウソナタヘ）（2009年5月20日）ミニアルバム
- 六変化（2011年6月25日）ミニアルバム

### DVD
- 「“The Suspense Theater”」（2009年2月28日）ライブDVD
- 「MISSGOBLIN with Hiroko Inokuchi LIVE TOUR “OIRAN REVUE”」（2010年6月19日）ライブDVD

### その他
- トリビュート「フォーエバー・ヤング」 2001年
9. 「赤色エレジー」あがた森魚
- オムニバス「歌謡今昔物語」 2005年
11.おとみさん -TOMMY-
- オムニバス「聴視激エンターテインメント！PINK」 2006年
4. グルメの異常な愛情